# Iceland Express
Iceland Express (mã IATA = HW, mã ICAO = FHE) là hãng hàng không giá rẻ, trụ sở ở Reykjavík, Iceland. Hãng có tuyến bay quốc tế với 14 nơi đến trong châu Âu và sử dụng các máy bay thuê mướn. Hãng có căn cứ chính ở Sân bay quốc tế Keflavík.

## Lịch sử
Iceland Express được thành lập năm 2002 và bắt đầu hoạt động từ ngày 27.2.2003 với các chuyến bay hàng ngày tới London và Copenhagen bằng các máy bay Boeing 737-300 thuê cả phi hành đoàn của hãng Astraeus (Anh quốc). Sau đó thuê hãng JetX Airlines và cuối cùng là hãng Hello, hiện đảm nhận mọi chuyến bay cho Iceland Express. Hãng do nhóm các nhà đầu tư Iceland Northern Travel Holding sở hữu.
Tập đoàn đầu tư Fons Eignarhaldsfelag (Iceland) đã mua 51% cổ phần của Astraeus. Việc mua đa số cổ phần hãng Astraeus này sẽ giúp cho công ty con Iceland Express bắt đầu mở dịch vụ giá rẻ xuyên đại dương. Hiện nay 2 hãng Astraeus và Iceland Express vẫn hoạt động riêng rẽ, nhưng Astraeus sẽ cung cấp cho Iceland Express các máy bay Boeing 757-200 để hãng này có thể mở tuyến đường từ Iceland tới New York và Boston trong mùa xuân 2007 .

## Các nơi đến
- Đan Mạch
  - Billund (Sân bay Billund)
  - Copenhagen (Sân bay Copenhagen)
- Pháp
  - Paris (Sân bay Paris-Charles de Gaulle)
- Đức
  - Berlin (Sân bay quốc tế Berlin-Schönefeld)
  - Frankfurt (Sân bay Frankfurt-Hahn)
  - Friedrichshafen (Sân bay Friedrichshafen)
- Iceland
  - Akureyri (Sân bay Akureyri) Focus City
  - Egilsstaðir (Sân bay Egilsstaðir)
  - Reykjavík (Sân bay quốc tế Keflavík) Hub
- Luxembourg
  - Luxembourg City (Sân bay quốc tế Luxembourg-Findel)
- Hà Lan
  - Eindhoven (Sân bay Eindhoven)
- Na Uy
  - Oslo (Sân bay Oslo, Gardermoen)
- Ba Lan
  - Warsaw (Sân bay Warsaw Frederic Chopin)
- Tây Ban Nha
  - Alicante (Sân bay Alicante)
  - Barcelona (Sân bay quốc tế Barcelona)
- Thụy Điển
  - Stockholm (Sân bay Stockholm-Arlanda)
  - Göteborg (Sân bay Gothenburg-Landvetter)
- Thụy Sĩ
  - Basel (Sân bay Euro Basel-Mulhouse-Freiburg)
- Vương quốc Anh
  - London (Sân bay London Stansted)

## Đội máy bay
(Tháng 3/2008):

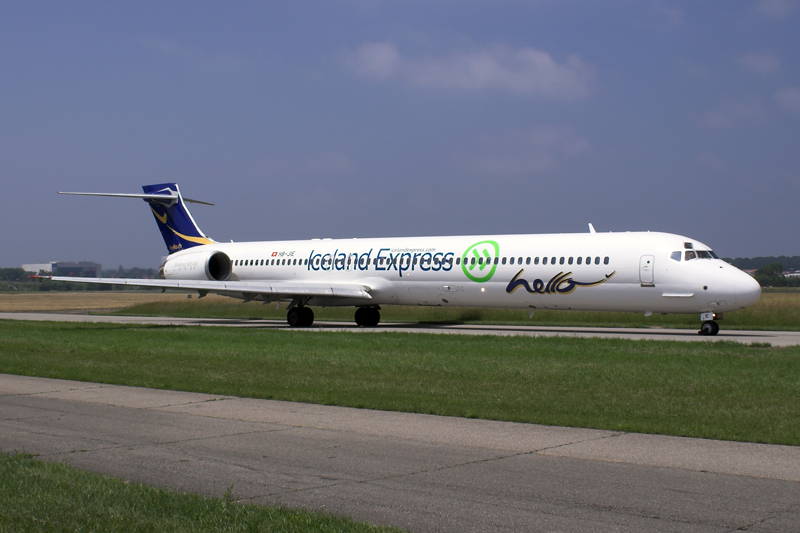
Iceland Express MD-90

- 3 McDonnell Douglas MD-90-30 (do Hello điều hành)
- 1 Boeing 757-200 (do Astraeus điều hành)

Vì Iceland Express không tự sử dụng các máy bay trên, mà thuê cả máy bay lẫn phi hành đoàn, nên hãng dùng mã IATA va ICAO của Hello's và Astraeus's cùng tên hiệu "Flyhello" của Hello.